# Anne Marie Freybourg

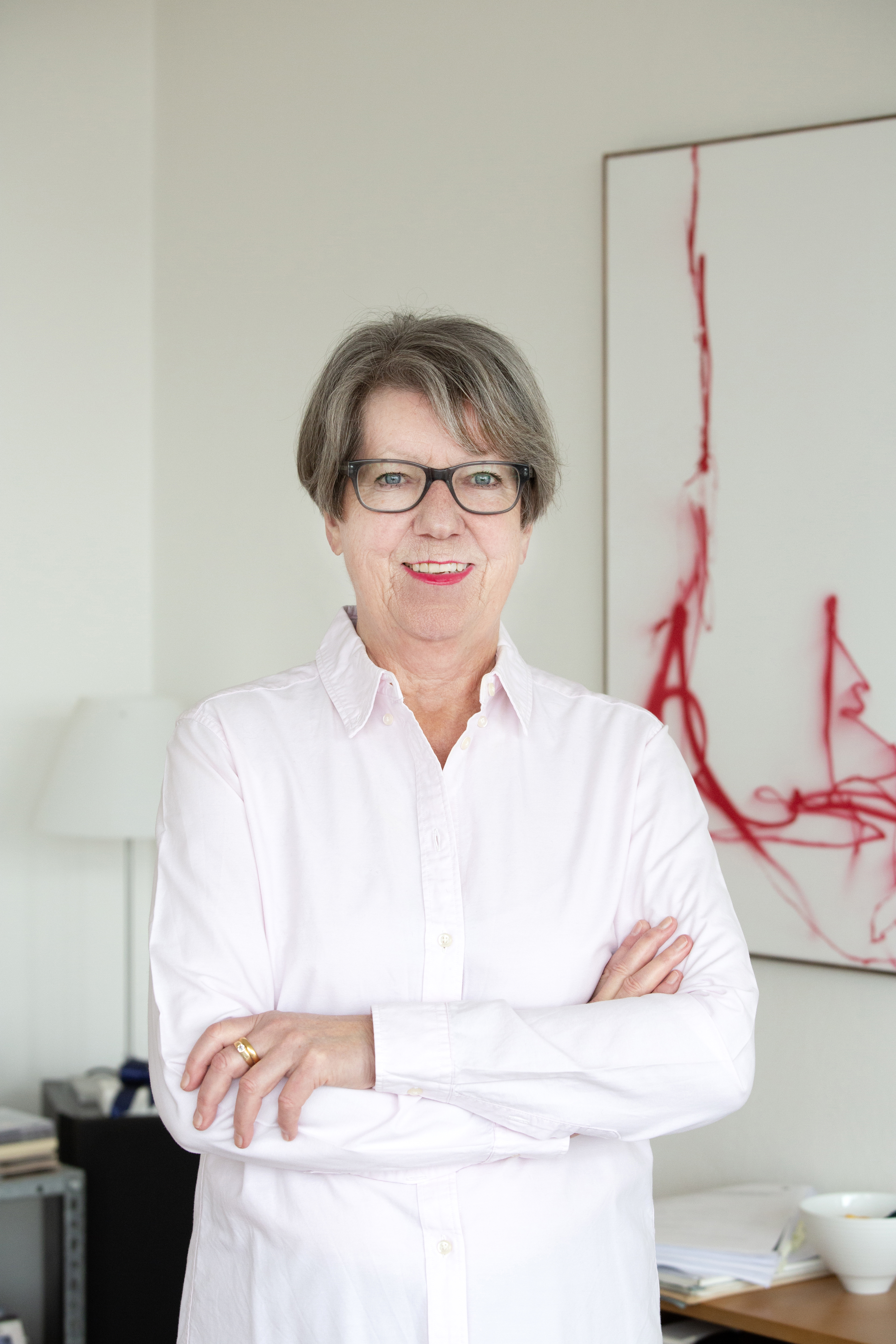
Anne Marie Freybourg (2023)

Anne Marie Freybourg (* 1952 in Remscheid) ist eine deutsche Kunstwissenschaftlerin und Kuratorin.

## Leben
Anne Marie Freybourg wuchs in Hamburg auf, seit 1982 lebt und arbeitet sie in Berlin. Sie studierte Literaturwissenschaft, Philosophie und Kunstgeschichte an der Universität Hamburg und schloss 1979 das Studium mit dem Magister artium ab. Als Postgraduierte des DAAD studierte sie bis Ende 1981 Cinema Studies bei Annette Michelson an der New York University. 1994 promovierte sie bei Manfred Brauneck an der Universität Hamburg mit einer Arbeit über das Autorenkino unter dem Buchtitel Bilder lesen. Visionen von Liebe und Politik bei Godard und Fassbinder.
Nach dem Studium gründete sie 1983 die „Kunstpraxis“, ein Büro für Ausstellungen, Texte und Projekte. Sie arbeitete mit René Block und Harald Szeemann als freie Kuratorin und kuratierte 1984 die erste eigene Ausstellung. Im Frühjahr 1989 gründete sie ein Postgraduierten-Programm zur Förderung Bildender Künstlerinnen, das „Goldrausch Künstlerinnenprogramm“, das sie bis 2001 leitete. 
Seit 2000 setzt sie sich mit Fragen von „Kunst im öffentlichen Raum“ und „Kunst am Bau“ auseinander und ist als Jurorin für Berlin, Brandenburg und Bundesregierung tätig. Sie war Mitglied der Kunstkommission für die Bundesgartenschau 2001 in Potsdam und Kuratorin für zeitgenössische Kunst auf der Bundesgartenschau 2009 in Schwerin (2009). 2016 organisierte sie für die Deutsche Bundesgartenschau-Gesellschaft (DBG) den Kongress „Stadt | Kunst + Park“, zeitgenössische Kunst und neue Gärten.
2001 startete sie in Zusammenarbeit mit den DRK Kliniken Berlin-Westend das Programm „Kunst im Krankenhaus“, das Ausstellungen mit zeitgenössischer Kunst für Patienten und Mitarbeiter zeigt. Mittlerweile umfasst das Ausstellungsprogramm fünf zeitgleich laufende Kunstausstellungen. Weitere Programmlinien stellen zeitgenössische Kunst in den Kontext von Medizin und Gesundheit. Zusätzlich konzipiert sie die Reihe „Dichter und Ärzte“ mit Programmen z. B. Gottfried Benn oder William Carlos Williams. Sie leitete das Programm bis Sommer 2024.
Freybourg publiziert über zeitgenössische Kunst und Künstler, wie z. B. Richard Dunn, Adam Jankowski, und beschäftigt sich mit kunsttheoretischen und soziologischen Fragen zur Funktion von Kunst und Rolle des Künstlers. Ihre Kunstkritiken finden sich bei „artnet – Magazin“ und bei „von hundert“.

## Schriften
Anne M. Freybourg zeichnete in den Jahren 1990 bis 2001 als Kuratorin für die Jahresausstellungen und als Herausgeberin für rund 180 Einzelkataloge zu den Ausstellungen Goldrausch I bis Goldrausch XI verantwortlich.
- (Hrsg. mit René Block): 1962 Wiesbaden Fluxus 1982. Eine kleine Geschichte von Fluxus in drei Teilen, Nassauischer Kunstverein, Wiesbaden, 1982
- Bilder lesen. Visionen von Liebe und Politik bei Godard und Fassbinder. Passagen, Wien 1996, ISBN 3-85165-193-6.
- (Hrsg.): On Dialogue – Zeitgenössische australische Kunst. Jovis, Berlin 1997, ISBN 3-931321-61-4. (Ausstellungskatalog 1997, Haus am Waldsee.)
- Die Verbesserung der Lage von bildenden Künstlerinnen. Bundesministerium für Familie, Senioren, Frauen und Jugend, Berlin 2001.
- (Hrsg.): Intime Expeditionen – das Schöne, das Intime, die Neugierde. Badischer Kunstverein, Karlsruhe, 2001, ISBN 3-933700-78-7. (Ausstellung 2001, Badischer Kunstverein, Haus am Waldsee.)
- (Hrsg.): Richard Dunn, mannig-faltig, mani-fold. Malerei und Fotos. Jovis, Berlin 2005, ISBN 3-936314-54-3. (Ausstellung 2005, Kunstsammlungen Chemnitz.)
- (Hrsg.): „…im Trunk der Augen.“ Gottfried Benn – Arzt und Dichter im Westend Krankenhaus. Herausgegeben von Anne Marie Freybourg und Ernst Kraas. Wallstein, Göttingen 2008, ISBN 978-3-8353-0260-0.
- (Hrsg.): Die Inszenierung des Künstlers. Jovis, Berlin 2008, ISBN 978-3-86859-031-9.
- (Hrsg.): „Sieben Gärten mittendrin“ – Landschaftsarchitektur und zeitgenössische Kunst auf der Bundesgartenschau Schwerin 2009. Bernhart Schwarz, Anne Marie Freybourg. Fotos Jörn Lehmann. Schelfbuchverlag, Schwerin 2009, ISBN 978-3-941689-06-0.
- (Hrsg.): „Freie Sicht“. Adam Jankowski und Künstler aus seiner Malereiklasse an der HfG Offenbach 1987–2013. Hans Zitko und Anne Marie Freybourg. Jovis, Berlin 2013, ISBN 978-386-85925-1-1. (Ausstellung 2013, Nassauischer Kunstverein.)
- (Hrsg. mit Richard Dunn): Richard Dunn: Thinking Pictures, Kerber Verlag, Bielefeld/Berlin, 2023
- (Hrsg. mit Bernd Frericks): Positive Impulse - zeitgenössische Kunst im Krankenhaus, avedition, Stuttgart, 2024